# 昭和橋 (阿賀野川)
昭和橋（しょうわばし）は、かつて新潟県東蒲原郡津川町（現・阿賀町）に存在していた吊橋。

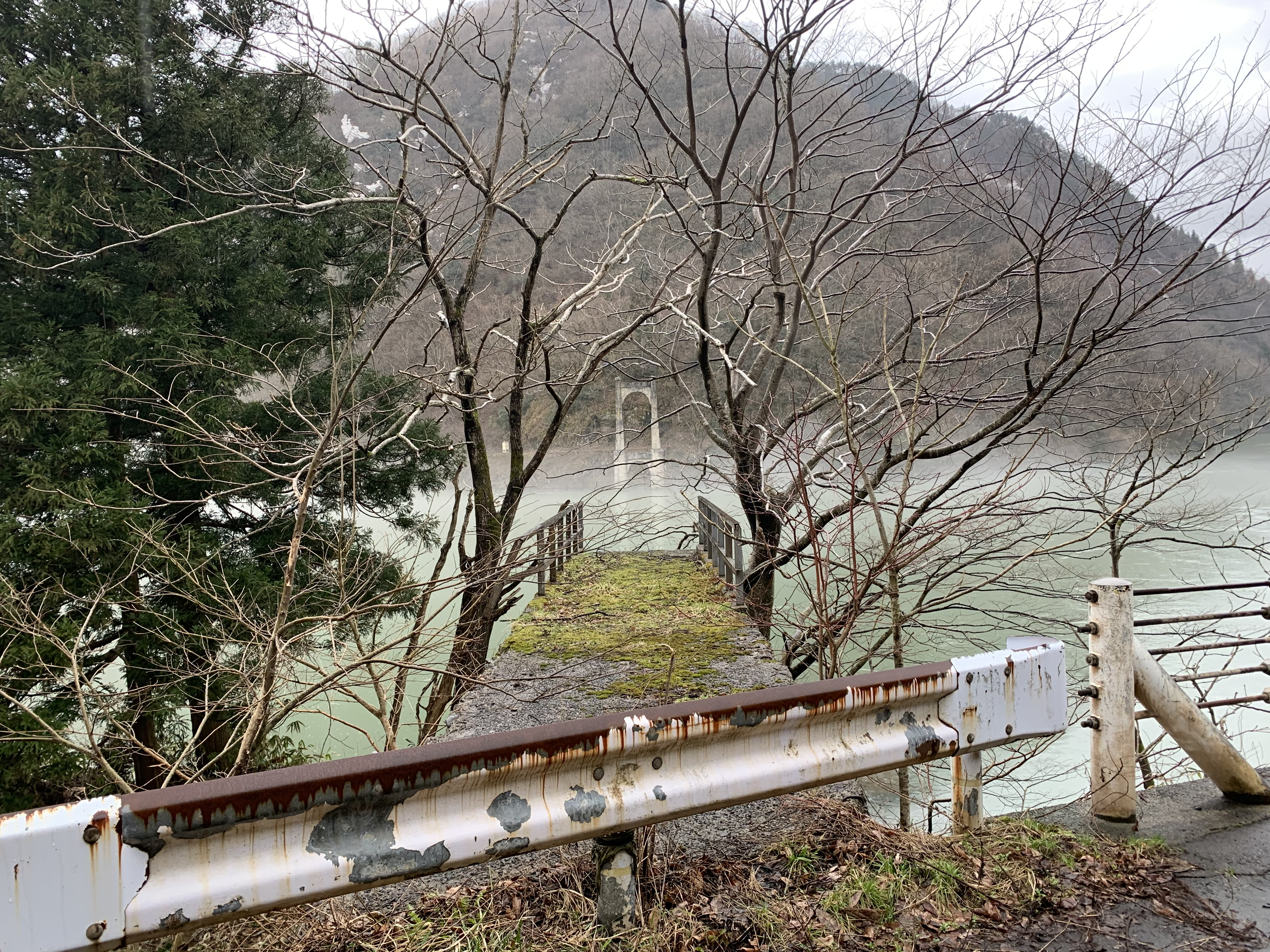
昭和橋の遺構（右岸から撮影）

## 概要
1929年（昭和4年）または1934年（昭和9年）に、昭和電工鹿瀬工場によって、阿賀野川左岸にあった石灰石の採掘場に従業員が渡るための作業用の吊橋として、大牧地内の阿賀野川に架橋された。木造のトラス補剛吊橋で主塔のみ鉄筋コンクリート製であった。
1976年（昭和51年）までは存在が確認されているが、その後、洪水によって橋が流されたとされ、現在はコンクリート製の主塔のみ残っている。

## アクセス
JR津川駅から国道49号の旧道を大牧地区の通行止め地点の方に向かって車で5分。